# نیوتون سی. بلانچارد
نیوتون سی. بلانچارد (به انگلیسی: Newton C. Blanchard) زاده ۲۹ ژانویهٔ ۱۸۴۹ - درگذشته ۲۲ ژوئن ۱۹۲۲ سناتور سابق عضو حزب دموکرات ایالات متحده آمریکا بود. وی در سال ۱۸۹۴ تا ۱۸۹۷ میلادی سناتور ایالت لوئیزیانا در سنای ایالات متحده آمریکا بود.